# Junko Asari
Junko Asari (jap. 浅利純子 Asari Junko; ur. 22 września 1969 w Kazuno) – japońska lekkoatletka specjalizująca się w biegach długodystansowych, przede wszystkim w maratonie, uczestniczka letnich igrzysk olimpijskich w Atlancie (1996).
Zdobywczyni tytułu Japońskiego Lekkoatlety Roku za 1993 rok.

## Sukcesy sportowe
| Rok  | Miasto    | Zawody                      | Konkurencja     | Wynik       |
| ---- | --------- | --------------------------- | --------------- | ----------- |
| 1993 | Osaka     | maraton osakijski           | bieg maratoński | 1. miejsce  |
| 1993 | Stuttgart | mistrzostwa świata          | bieg maratoński | złoty medal |
| 1994 | Osaka     | maraton osakijski           | bieg maratoński | 3. miejsce  |
| 1995 | Tokio     | maraton tokijski            | bieg maratoński | 1. miejsce  |
| 1996 | Atlanta   | letnie igrzyska olimpijskie | bieg maratoński | 17. miejsce |
| 1998 | Tokio     | maraton tokijski            | bieg maratoński | 1. miejsce  |
| 1998 | Rotterdam | maraton rotterdamski        | bieg maratoński | 2. miejsce  |
| 1998 | Osaka     | półmaraton osakijski        | bieg maratoński | 1. miejsce  |

Była rekordzistka Japonii w maratonie: 2:26:26 (31 stycznia 1993, Osaka).

## Rekordy życiowe
- bieg na 5000 metrów – 16:14,19 – Amagasaki 27/09/1997
- bieg na 10 000 metrów – 33:29,00 – Amagasaki 22/05/1999
- bieg na 10 kilometrów – 32:51 – Kuwana 09/03/1997
- półmaraton – 1:10:37 – Osaka 01/03/1998
- maraton – 2:26:10 – Osaka 30/01/1994